# Sääse

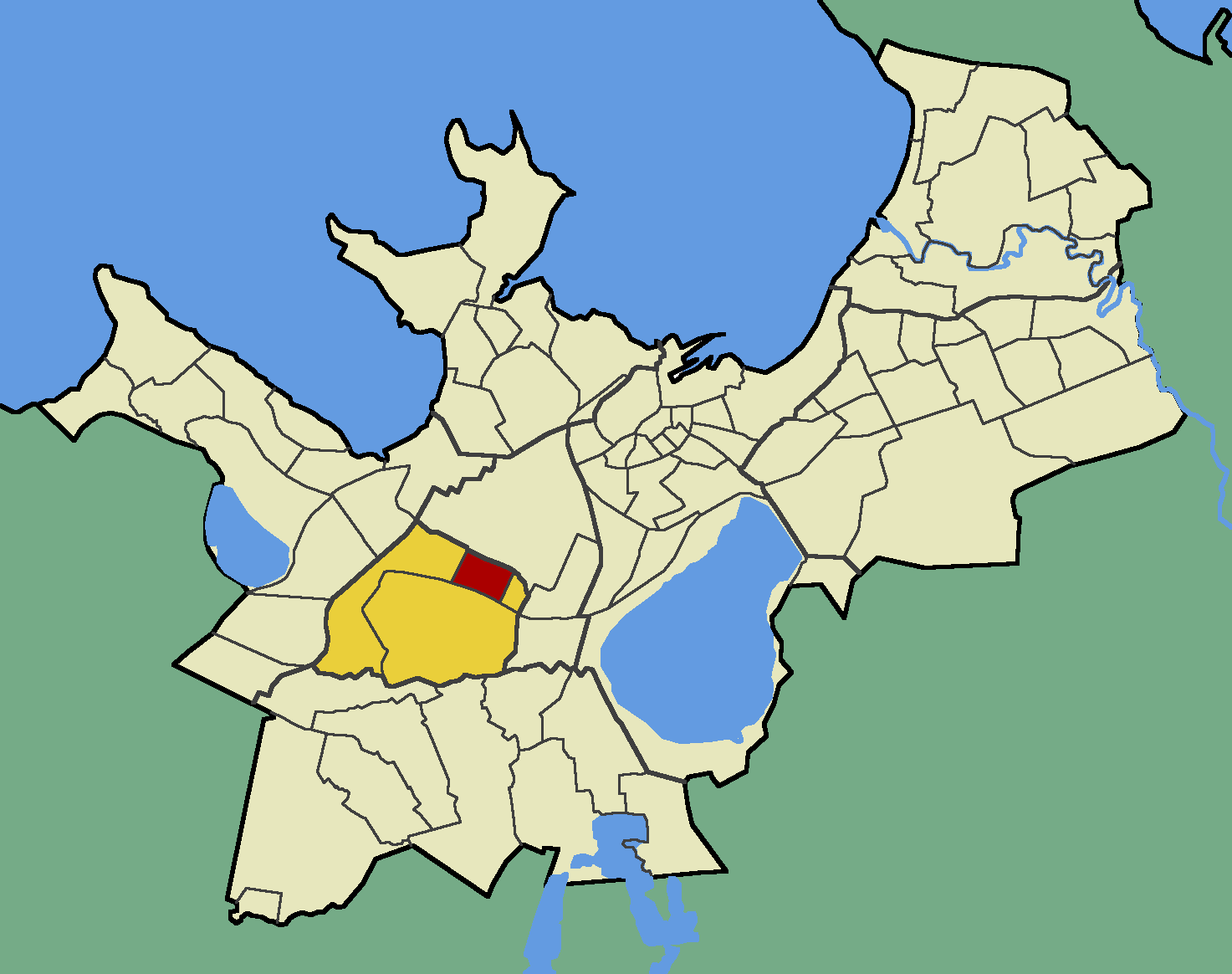
Der Bezirk Sääse (rot) im Tallinner Stadtteil Mustamäe (gelb)

Sääse (zu Deutsch „Mücke“) ist ein Bezirk (estnisch asum) der estnischen Hauptstadt Tallinn. Er liegt im Stadtteil Mustamäe.

## Beschreibung und Geschichte
Sääse hat 8.726 Einwohner (Stand 1. Mai 2010). Seine Fläche beträgt 0,6 Quadratkilometer.
Wie der gesamte Stadtteil Mustamäe wird Sääse von Plattenbauten sowjetischen Stils geprägt. Er wurde in den 1960er und 1970er Jahren gebaut, um Wohnraum für den Zuzug russischsprachiger Bürger aus anderen Teilen der Sowjetunion zu schaffen. Die Häuser sind meist fünf- oder neungeschossig.
Daneben sind einige Sommer- und kleinere Wohnhäuser aus der Zeit vor dem Zweiten Weltkrieg erhalten geblieben. Damals hieß der Bezirk Rabaküla (zu deutsch „Moordorf“).

## Bilder

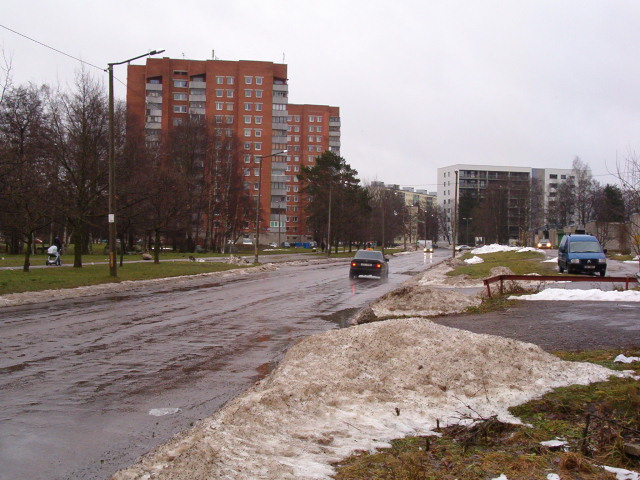
Wohnhäuser in Sääse
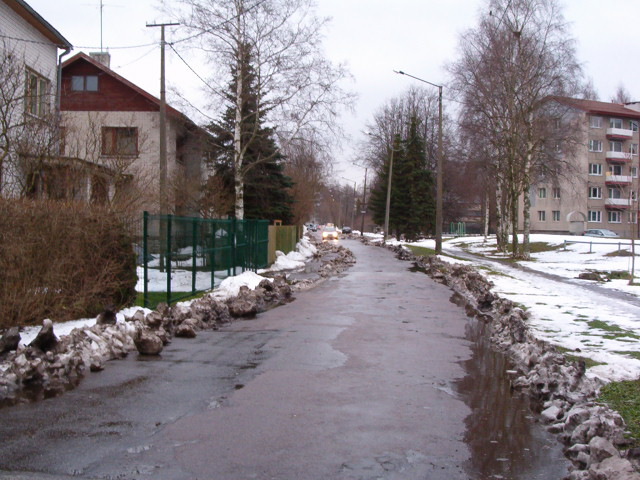
Seitenstraße in Sääse
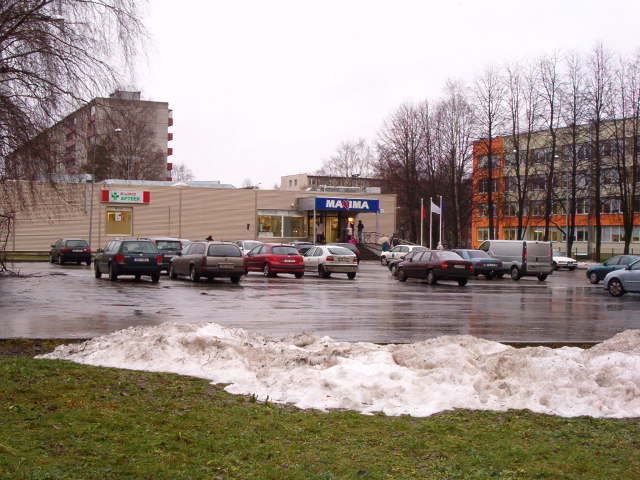
Supermarkt und Einkaufszentrum
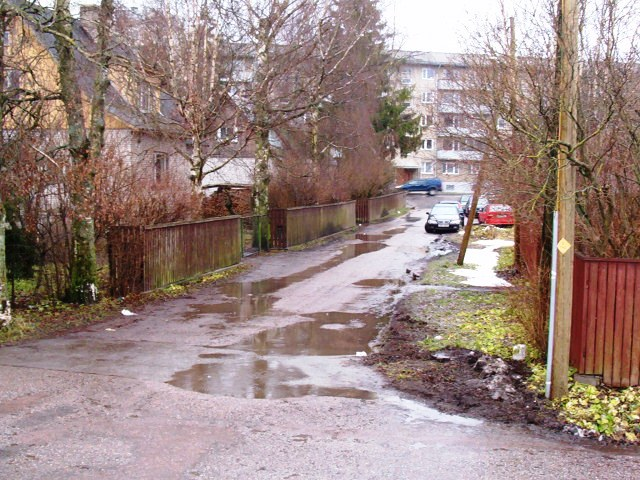
Gemischte Bebauung von Sääse
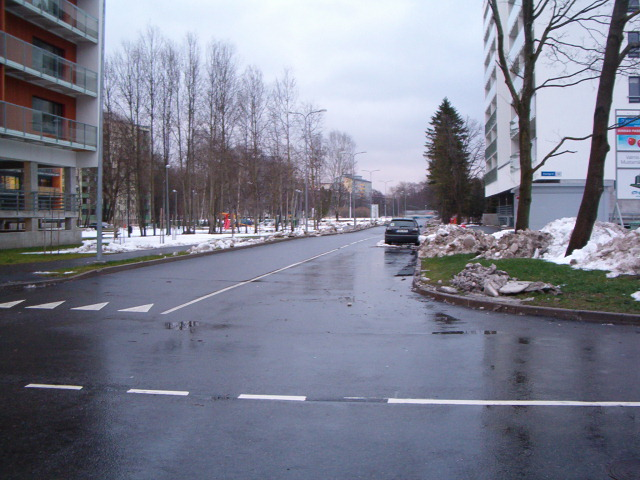
Moderne Wohngebäude